# Степний сільський округ (Житікаринський район)
Сте́пний сільський округ (каз. Степной ауылдық округі, рос. Степной сельский округ) — адміністративна одиниця у складі Житікаринського району Костанайської області Казахстану. Адміністративний центр — село Степне.
Населення — 698 осіб (2021; 1840 у 2009, 2302 у 1999, 2443 у 1989).
Станом на 1989 рік існували Дзержинська сільська рада (селище Дзержинський) та Степнівська сільська рада (селища Блаксай, Степний), з 1993 року — Аккаргинська сільська адміністрація та Степнівська сільська адміністрація (станом на 2009 рік — Степнівський сільський округ). 2023 року Аккаргинська сільська адміністрація та Степнівська сільська адміністрація були об'єднані в Степний сільський округ.

## Склад
До складу округу входять такі населені пункти:
| Населений пункт | Старі назви  | Населення, осіб (1989) | Населення, осіб (1999) | Населення, осіб (2009) | Населення, осіб (2021) |
| --------------- | ------------ | ---------------------- | ---------------------- | ---------------------- | ---------------------- |
| Блаксай, село   | -            | 206                    | 310                    | -                      | -                      |
| Аккарга, село   | Дзержинський | 1122                   | 965                    | 750                    | 199                    |
| Степне, село    | Степний      | 1115                   | 1027                   | 1090                   | 499                    |